# The Way You Love Me
The Way You Love Me un singolo della cantante statunitense Faith Hill, pubblicato il 29 febbraio 2000 come secondo estratto dall'album Breathe.

## Tracce
7" Singolo
1. The Way You Love Me (Radio Remix) – 3:31
2. Never Gonna Be Your Lady – 5:31

CD-Maxi
1. The Way You Love Me (Love To Infinity Radio Edit) – 2:56
2. The Way You Love Me (Radio Remix) – 3:31
3. Never Gonna Be Your Lady – 5:31
4. The Way You Love Me (Love To Infinity Master Mix) – 6:30

## Classifiche
| Classifica (2000-01) | Posizione massima |
| -------------------- | ----------------- |
| Australia            | 31                |
| Belgio (Fiandre)     | 55                |
| Belgio (Vallonia)    | 48                |
| Francia              | 58                |
| Irlanda              | 40                |
| Italia               | 21                |
| Nuova Zelanda        | 23                |
| Paesi Bassi          | 89                |
| Regno Unito          | 15                |
| Spagna               | 9                 |
| Stati Uniti          | 6                 |
| Svezia               | 35                |
| Svizzera             | 49                |